# Klub Wioślarski „Gryf” Bydgoszcz

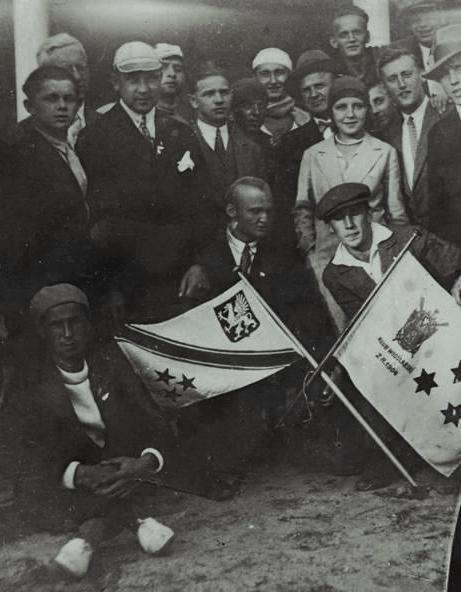
Wioślarze KW Gryf i KW 04 Poznań - lata 30.jpg

Klub Wioślarski „Gryf” Bydgoszcz – klub wioślarski, a później wielosekcyjny, utworzony w 1925 roku w Bydgoszczy. Przerwał działalność wraz z wybuchem II wojny.

## Historia
Klub Wioślarski „Gryf” powstał w dniu 16 lutego 1925 roku. Utworzyła go grupa osób, które wystąpiły z BTW Bydgoszcz. Pierwszym prezesem był Teofil Roszak. Po roku działalności „Gryf” miał już 120 członków, 4 łodzie i dzierżawioną od miasta Bydgoszcz przystań w centrum miasta – przy Brdzie, obecnie róg ul. Karmelickiej i Nadbrzeża Narutowicza.
Szybki wzrost klubu trwał do roku 1929. W tym czasie „Gryf” nabywał nowe łodzie wioślarskie, a liczba członków przekroczyła 300. W klubie działała sekcja młodzieżowa, a z przystani korzystali uczniowie Państwowego Seminarium Nauczycielskiego Męskiego (jako sekcja „Gryfa”) oraz Gimnazjalny Klub Wioślarski „Kopernik”. Przy klubie działało koło śpiewacze.
Wielki kryzys gospodarczy, który nastał w Polsce na początku lat 30., był dla „Gryfa” poważnym ciosem. Po jego wybuchu wielu członków nie mogło sobie pozwolić na opłacenie składek, które były podstawą finansowania klubu. Doprowadziło to do zmniejszenia liczby członków do 131 w 1931 i 94 w 1934 roku. Klub był mocno zadłużony i myślano nawet o ewentualnym połączeniu z Bydgoskim Towarzystwem Wioślarskim. Od roku 1936 sytuacja finansowa „Gryfa” zaczęła się jednak stopniowo poprawiać. Równocześnie zawodnicy klubu zaczęli odnosić pewne drobne sukcesy sportowe – w związku z podjęciem od 1933 treningów na zimowym basenie wioślarskim klubu „Frithjof” Bydgoszcz.
Początkowo KW „Gryf” był klubem wyłącznie męskim. Od połowy lat 30. rozwijać się jednak zaczęła sekcja kobieca. Jej zawodniczki uczestniczyły w krajowej rywalizacji wioślarskiej końca tej dekady.
W toku całej swej działalności KW „Gryf” był bardziej nastawiony na turystykę wioślarską, niż na wyniki sportowe. Największym wyczynem w zakresie wielodniowych wypraw wioślarskich było pokonanie w 1931 roku liczącego 3000 km szlaku: Bydgoszcz – Toruń – Brześć n. Bugiem – Kanał Królewski – Pińsk – Kanał Ogińskiego – Słomin – Kanał Augustowski – Łomża – Ostrołęka – Pułtusk – Modlin – Warszawa – Włocławek – Bydgoszcz. Dokonali tego Adolf Stenak, Albert Kostrzewa i Edwin Malak.
Na wiosnę 1939 roku miasto rozebrało przystań „Gryfa”. Podczas rozbiórki uszkodzona została część taboru pływającego klubu. Aż do wybuchu II wojny światowej trwały pertraktacje „Gryfa” z Zarządem Miasta co do naprawy łodzi. Kres działalności klubu nastał wraz z wybuchem wojny.

## Wyniki sportowe wioślarzy
KW „Gryf” w swych startach nie osiągnął znaczących sukcesów. W zawodach wioślarskich uczestniczył od roku 1926. W poszczególnych latach uzyskał następujące wyniki w klasyfikacji klubowej (dane według tabel punktacyjnych PZTW za poszczególne lata – podane zostało miejsce i ilość klubów, które zdobyły w regatach punkty oraz oficjalnie je sklasyfikowano):
- w 1928 – 10 miejsce na 13 klubów[6],
- w 1929-32 nie sklasyfikowany[7][8][9][10],
- w 1933 – 17 miejsce na 42 kluby[11],
- w 1934 – 15 miejsce na 41 klubów[12],
- w 1935 – 38 miejsce na 46 klubów[13],
- w 1936 – 33 miejsce na 42 kluby[14],
- w 1937 – 34 miejsce na 41 klubów (i 11 miejsce kobiet na 15 klubów)[15],
- w 1938 – 38 miejsce na 44 kluby[16] (i 11 miejsce kobiet na 12 klubów)[17],
- w 1939 nie sklasyfikowany[18].

Warto zauważyć, iż wiele klubów w rywalizacji tej nie uczestniczyło lub nie zdołało w danym roku zdobyć punktów.

## Galeria zdjęć

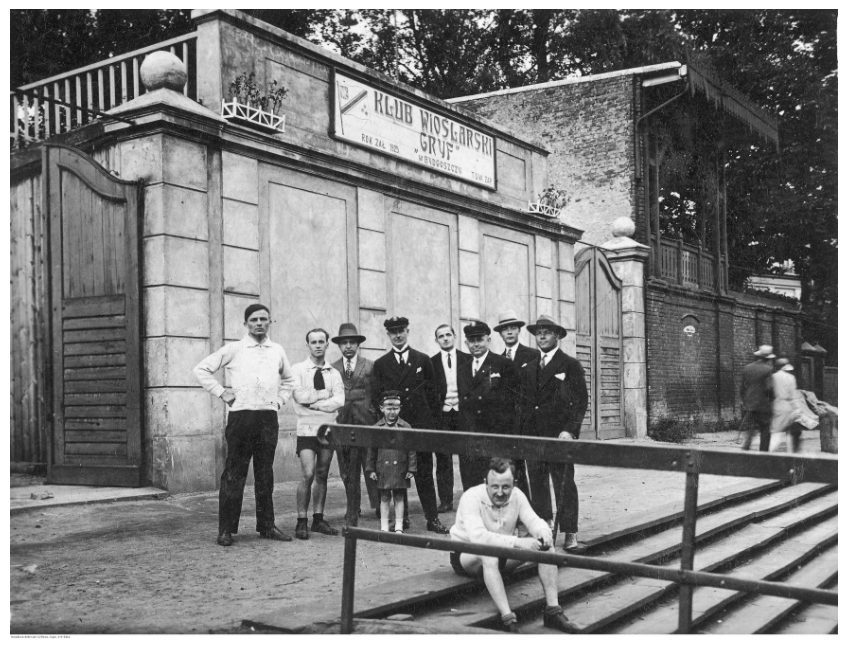
Przystań klubowa od strony wody
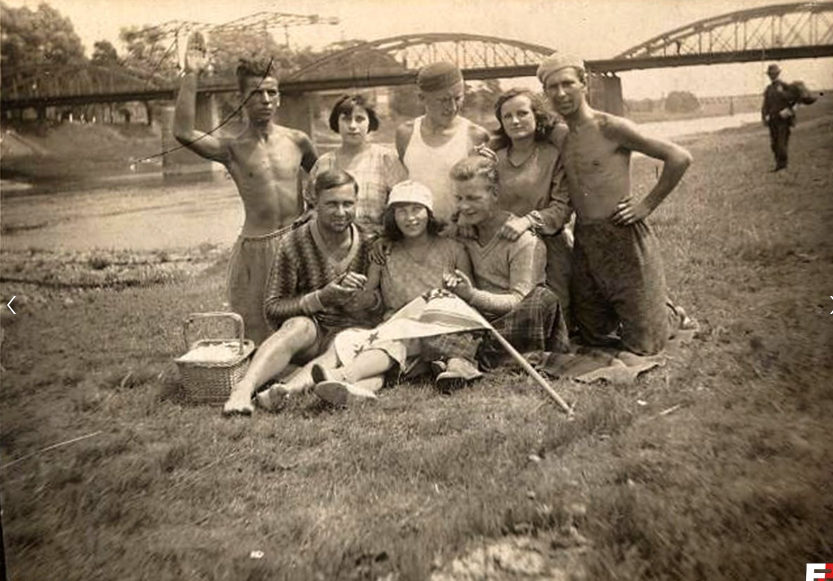
Na wycieczce z widocznym sztandarem klubu
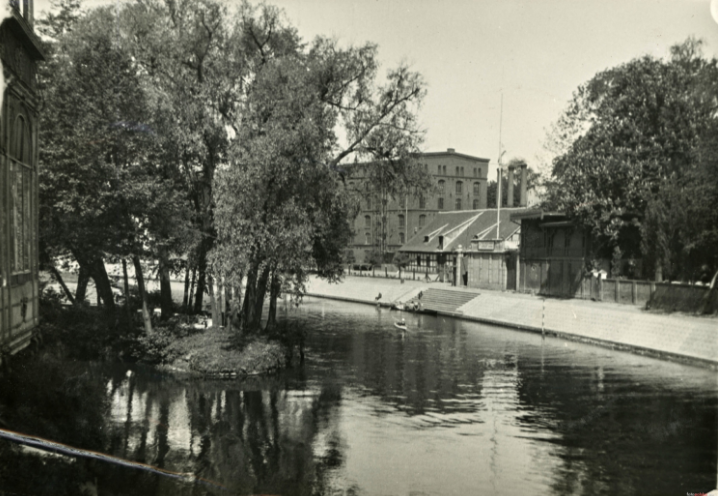
Przystań klubu (po prawej)
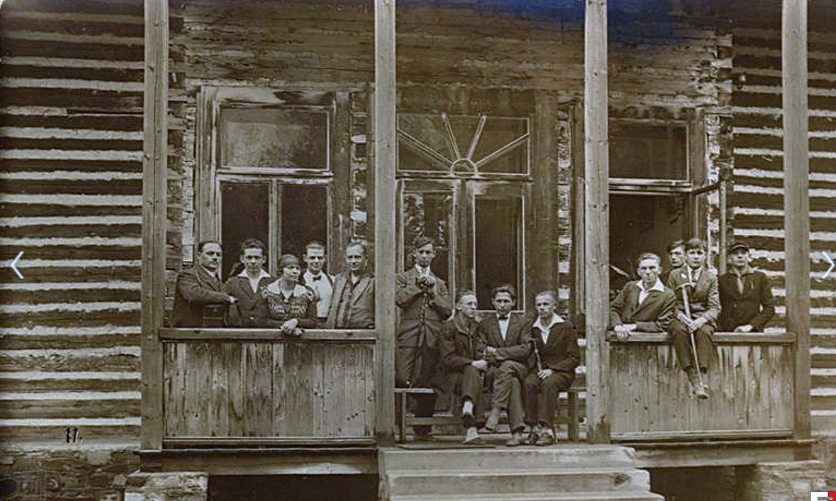
zawodnicy przed przystanią
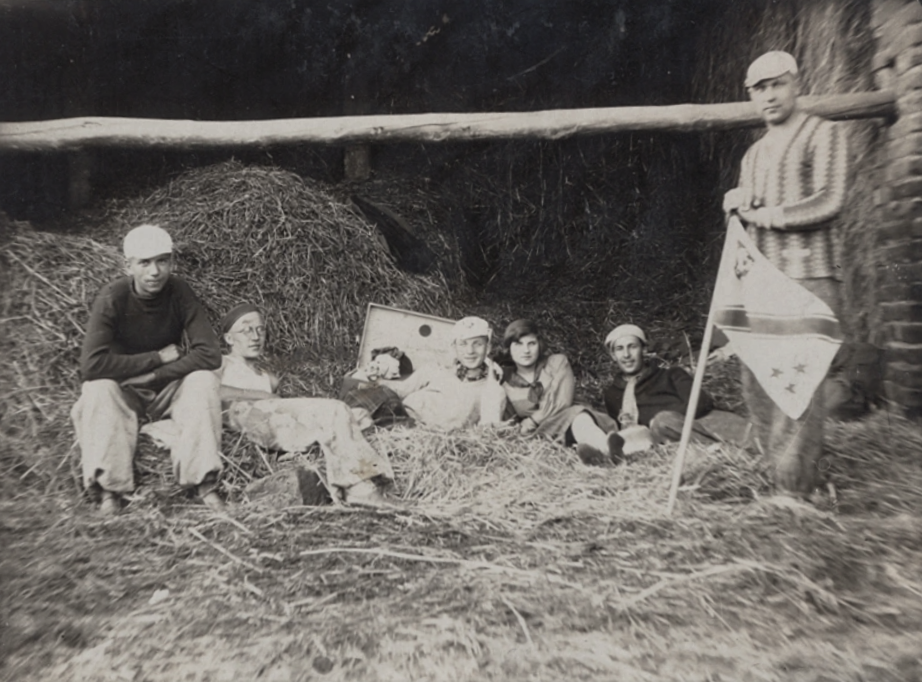
Członkowie "Gryfa" podczas wycieczki turystycznej

## Inne sekcje
W roku 1926 w klubie powstała sekcja kreglarska, a rok później – pływacka. W 1930 utworzono sekcję sportów zimowych.